# Пайк (округ, Іллінойс)
Шаблон:StateAbbr_ 39°37′ пн. ш. 90°53′ зх. д. / 39.62° пн. ш. 90.89° зх. д.
Округ  Пайк (англ. Pike County) — округ (графство) у штаті  Іллінойс, США. Ідентифікатор округу 17149.

## Історія
Округ утворений 1821 року.

## Демографія
За даними перепису 
2000 року 
загальне населення округу становило 17384 осіб, зокрема міського населення було 4178, а сільського — 13206.
Серед мешканців округу чоловіків було 8610, а жінок — 8774. В окрузі було 6876 домогосподарств, 4780 родин, які мешкали в 8011 будинках.
Середній розмір родини становив 2,94.
Віковий розподіл населення поданий у таблиці:
| Стать    | До 15 років | 15-21 | 22-29 | 30-39 | 40-49 | 50-65 | 65-85 | Понад 85 |
| -------- | ----------- | ----- | ----- | ----- | ----- | ----- | ----- | -------- |
| Чоловіки | 1741        | 888   | 852   | 1108  | 1309  | 1347  | 1180  | 185      |
| Жінки    | 1670        | 699   | 688   | 1085  | 1228  | 1423  | 1599  | 382      |

## Суміжні округи
- Адамс — північ
- Браун — північний схід
- Морган — схід
- Скотт — схід
- Ґрін — південний схід
- Калгун — південь
- Пайк, Міссурі — південний захід
- Роллс, Міссурі — захід
- Меріон, Міссурі — північний захід

## Виноски
1. ↑  US Decennial Census. US Census Bureau. Архів оригіналу за 26 квітня 2015. Процитовано 8 липня 2014.
2. ↑  Historical Census Browser. University of Virginia Library. Архів оригіналу за 11 серпня 2012. Процитовано 8 липня 2014.
3. ↑  Population of Counties by Decennial Census: 1900 to 1990. US Census Bureau. Архів оригіналу за 24 квітня 2014. Процитовано 8 липня 2014.
4. ↑  Census 2000 PHC-T-4. Ranking Tables for Counties: 1990 and 2000 (PDF). US Census Bureau. Архів (PDF) оригіналу за 18 грудня 2014. Процитовано 8 липня 2014.
5. ↑  State & County QuickFacts. US Census Bureau. Архів оригіналу за 7 червня 2011. Процитовано 8 липня 2014.(англ.) Наведено за англійською вікіпедією.
6. ↑  American FactFinder. Бюро перепису населення США. Архів оригіналу за 26 лютого 2012. Процитовано 31 січня 2008.

| США | Це незавершена стаття з географії США. Ви можете допомогти проєкту, виправивши або дописавши її. |